# Aerator (urządzenie ogrodnicze)

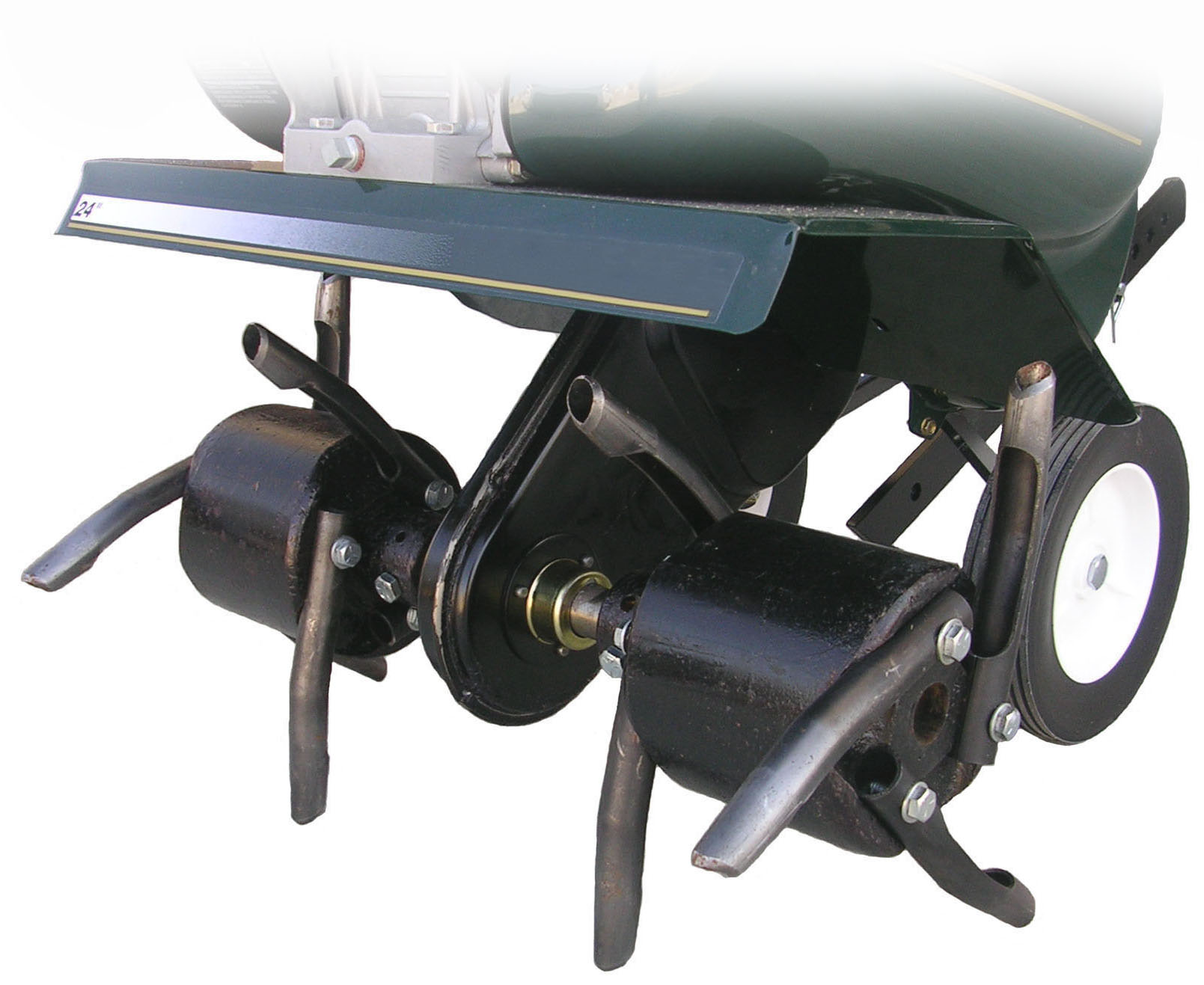
Aerator

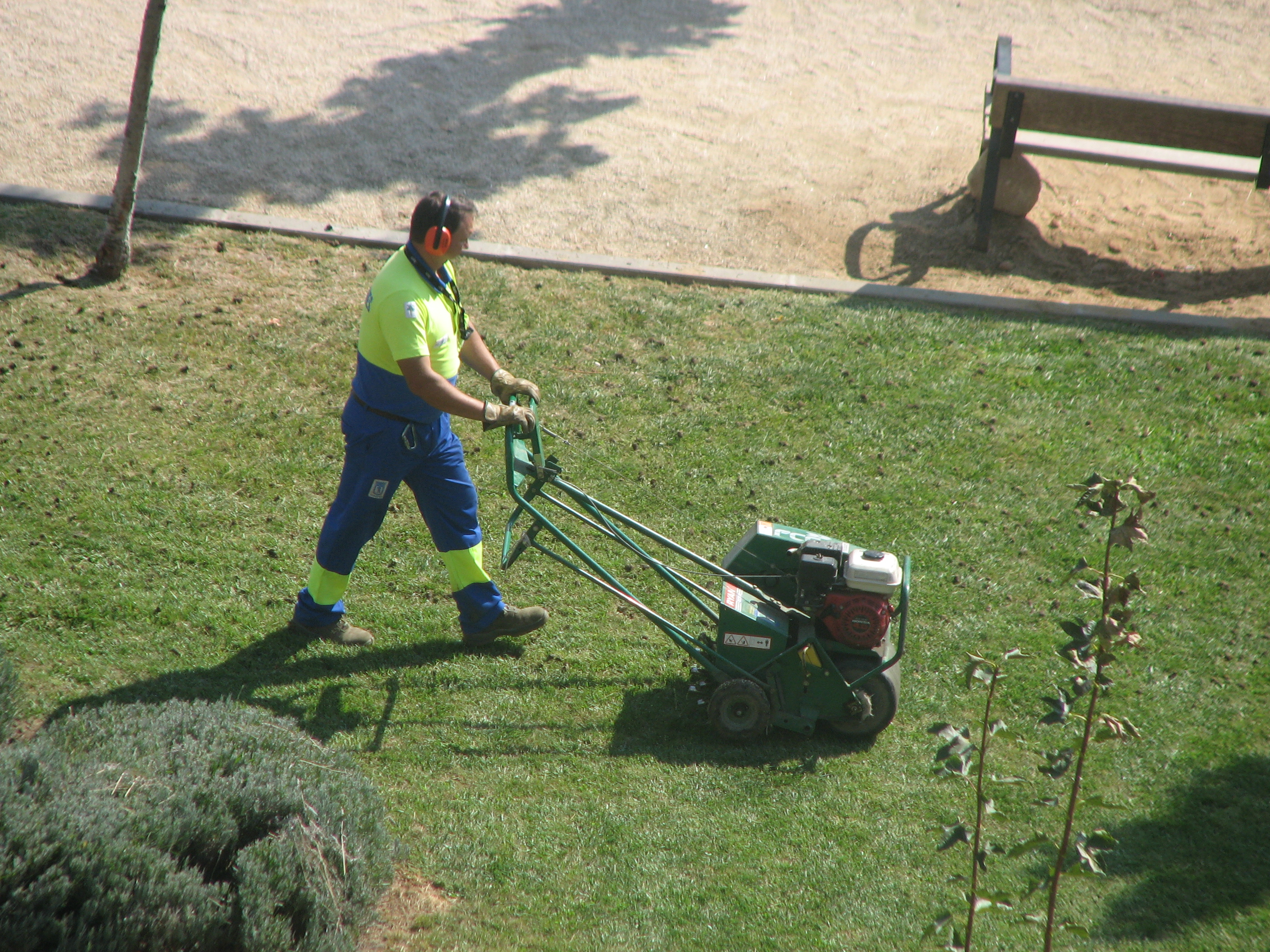
Aerator spalinowy

Aerator – urządzenie służące do aeracji trawników, którego elementami roboczymi są ostro zakończone rurki lub zęby, osadzone na obracającym się wale, wycinające w glebie otwory o średnicy 15–18 mm w warstwie nośnej do głębokości 8–10 cm.
Zabieg ten przyspiesza regenerację trawnika po zimie, stosuje się go w celu rozluźnienia i napowietrzenia gleby. Może być powtarzany wielokrotnie w ciągu sezonu. W porównaniu do wertykulacji zabieg jest delikatniejszy – darń jest jedynie nakłuwana, a nie nacinana, ponadto ma znacznie większą penetrację w głąb gleby.

## Rodzaje
Ze względu na rodzaj napędu lub jego brak aeratory dzielimy na:
- aeratory bez napędu – w formie nakładek zakładanych na buty z nabitymi kilkucentymetrowymi gwoździami lub na walec w postaci obręczy z kolcami
- aeratory elektryczne lub akumulatorowe – nadają się do mniejszych powierzchni (do ok. 600 metrów kwadratowych) ze względu na swoją moc
- aeratory spalinowe – mogą być stosowane na areałach od kilkuset metrów kwadratowych do kilku arów

Dostępne są również urządzenia 2 w 1 (tzw. system Combi – dwa wałki) łączące funkcję wertykulatora i aeratora w jednym urządzeniu (np. Flora, Alko, NAC).